# Lijst van E-wegen door Luxemburg
Deze lijst geeft een overzicht van de Europese wegen door Luxemburg.
| E-nummer | Steden                                                                      | Nationale wegnummers |
| -------- | --------------------------------------------------------------------------- | -------------------- |
|          | Aarlen België - Mamer - Strassen - Luxemburg - Bettembourg - Metz Frankrijk | A6 A3                |
|          | Bitburg Duitsland - Echternach - Luxemburg - Wadgassen Duitsland            | 11 A7 A1 A3 A13      |
|          | Charleville-Mézières Frankrijk - Luxemburg - Trier Duitsland                | 5 A6 A1              |
|          | Malmedy België - Luxemburg                                                  | 7                    |